# Maria Cabalska
Maria Cabalska (ur. 1919, zm. 2000) – polska archeolog, dr hab.

## Życiorys
Odbyła studia w zakresie historii i prehistorii na Uniwersytecie Jagiellońskim, w 1948 uzyskała doktorat za pracę dotyczącą wczesnego i starszego okresu brązu w Polsce, w 1974 otrzymała stopień doktora habilitowanego. Była zatrudniona w Muzeum Archeologicznym Polskiej Akademii Umiejętności.